# Belgisch-Israëlische betrekkingen
De Belgisch-Israëlische betrekkingen zijn de internationale betrekkingen tussen België en Israël. De betrekkingen gaan terug tot 1948, toen de staat Israël werd opgericht. In 1950 werden diplomatieke relaties opgericht tussen beide landen. Beide landen zijn lid van de Unie voor het Middellandse Zeegebied.
Israël heeft een ambassade in Brussel. België heeft op zijn beurt een ambassade in Tel Aviv.

## Landenvergelijking
|                 | Israël                              | België                                               |
| --------------- | ----------------------------------- | ---------------------------------------------------- |
| Bevolking       | 8.675.475 (2020)                    | 11.720.716 (2020)                                    |
| Oppervlakte     | 22.072 km²                          | 30.528 km²                                           |
| Dichtheid       | 393,1/km² (2020)                    | 383,9/km² (2020)                                     |
| Hoofdstad       | Jeruzalem                           | Brussel                                              |
| Regeringsvorm   | Republiek, parlementaire democratie | Constitutionele monarchie - Parlementaire democratie |
| Officiële talen | Hebreeuws, Arabisch                 | Nederlands, Frans, Duits                             |

## Geschiedenis
In 1947 stemde België voor de Resolutie 181 van de Algemene Vergadering van de Verenigde Naties. Hierin stond dat het Britse leger zich terug zou trekken uit Palestina. Ook dat er binnen Palestina een Joodse en Arabische staat zouden worden gesticht. Op 15 januari 1950 erkende België de staat Israël.

## Diplomatie
| Van het Koninkrijk België - Tel Aviv (ambassade) - Jeruzalem (consulaat-generaal) |  | Van de Staat Israël - Brussel (ambassade) |

## Diaspora
Er leven 42.000 joden in België.